# 543
543 (DXLIII) var ett normalår som började en torsdag i den julianska kalendern.

## Händelser

### Okänt datum
- Apokatastasisdoktrinen fördöms på Konstantinopelsynoden.

## Födda
- Sankt Columbanus
- Kejsar Wu av Norra Zhou
- Brunhilda, drottning och regent

## Avlidna
- Sankt Benediktus av Nursia, grundare av benediktinorden med munkar
- Scholastica, tvillingsyster till Benediktus av Nursia